# Greta och Hans
Greta och Hans (engelska: Gretel & Hansel) är en kanadensisk-amerikansk-irländsk mörk fantasyskräckfilm, baserad på Bröderna Grimms klassiska saga om Hans och Greta, som hade biopremiär i Kanada och USA den 31 januari 2020. Filmen, som spelades in i Irlands huvudstad Dublin mellan november och december 2018, är regisserad av Oz Perkins, skriven av Rob Hayes, och producerad av Brian Kavanaugh-Jones och Fred Berger. Huvudkaraktärerna i filmen spelas av Sophia Lillis och Sam Leakey, tillsammans med Alice Krige och Jessica De Gouw.

## Handling
Filmens handling kretsar kring syskonen Greta och Hans, som efter att ha gått vilse ute i skogen, blir inbjudna till mat och sömn hos en kvinna vid namn Hulda, i utbyte mot att de ska utföra en del sysslor runtomkring huset där hon bor. Men det varken Greta eller Hans till en början vet om, är att Hulda praktiskt taget är en dum och elak häxa, som har helt djävulska planer i görningen.

## Rollista (i urval)
| Sophia Lillis                 | – Greta  |
| Sam Leakey                    | – Hans   |
| Alice Krige / Jessica De Gouw | – Hulda  |
| Charles Babalola              | – Jägare |
| Fiona O'Shaughnessy           | – Mor    |